# Fiorde de Kå

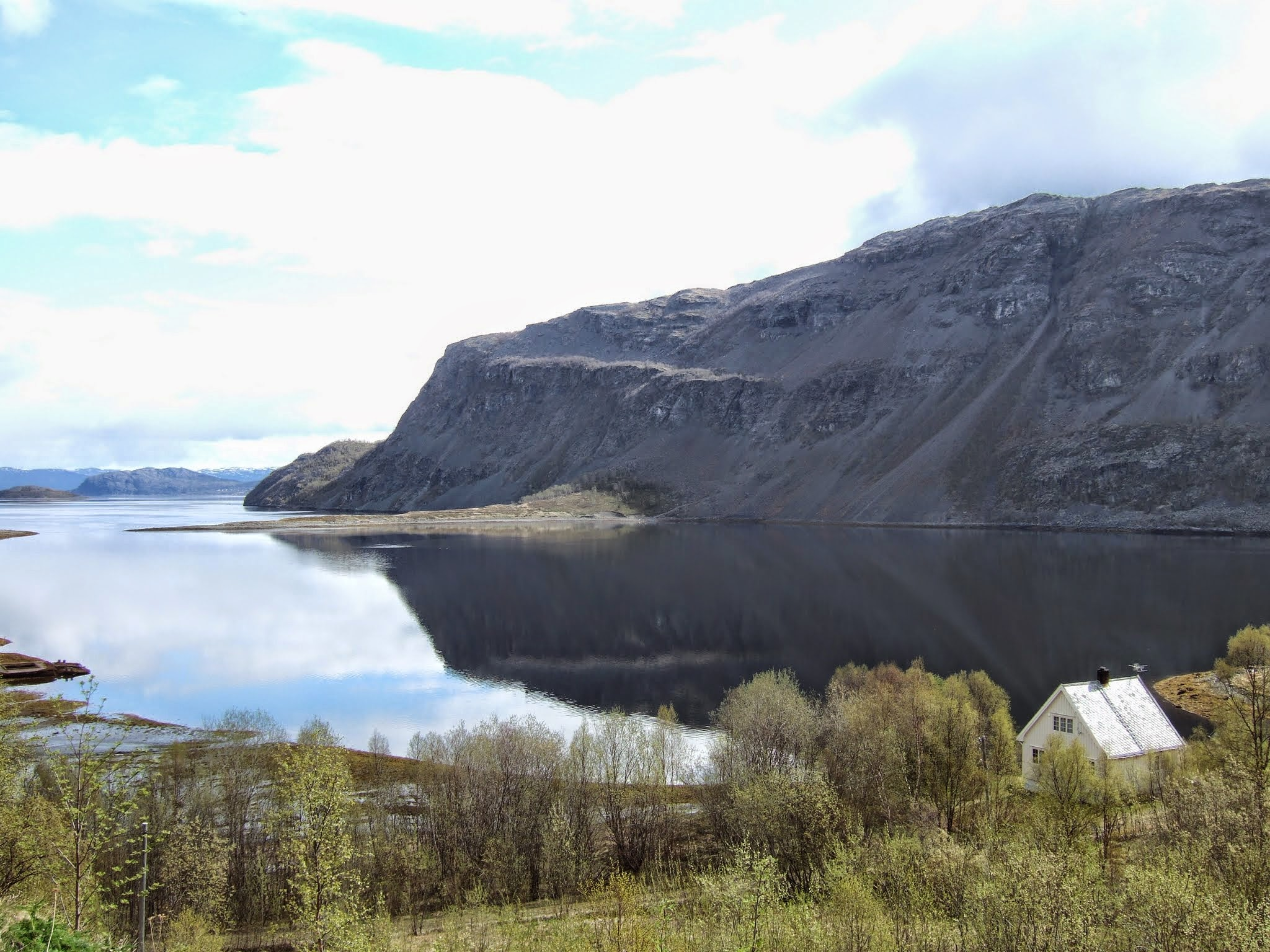
Fiorde de Kå visto de sua margem antes da construção da ponte da estrada 6

O Fiorde de Kå (em norueguês: Kåfjorden; em lapão setentrional: Njoammelgohppi) é um fiorde localizado na comuna de Alta, no condado de Finnmark, no norte da Noruega. Tem oito quilômetros de comprimento e é um ramo do Fiorde de Alta. O vilarejo de Kåfjord está localizado em sua margem norte. A estrada europeia 6 acompanha o litoral norte, com uma ponte tendo sido construída sobre o fiorde em 2013 para encurtar a rota da rodovia. O fiorde serviu de ancoradouro para o couraçado alemão Tirpitz durante boa parte da Segunda Guerra Mundial, onde foi alvo de vários ataques aéreos da Força Aérea Real e Marinha Real Britânica.